# Multimedia Home Platform
Domowa platforma multimedialna (ang. Multimedia Home Platform, skrót MHP) – usługa dodana oferowana w sieciach cyfrowych.
Otwarty standard oprogramowania w telewizji cyfrowej zdefiniowany przez konsorcjum DVB. Umożliwia uruchomienie aplikacji pisanych przez niezależnych dostawców na różnych urządzeniach do odbioru telewizji cyfrowej. MHP umożliwia użytkownikowi korzystanie z aplikacji nadawanych razem z programem telewizyjnym w trakcie oglądania telewizji.
MHP 1.0.X definiuje rozszerzalne środowisko wykonawcze dla cyfrowej telewizji interaktywnej, niezależne od wykorzystywanego sprzętu, systemu, dostawcy. Środowisko to jest oparte na maszynie wirtualnej Javy i ogólne API, pozwalając na dostęp do typowych możliwości i zasobów terminalu iTV. W szczególności API umożliwia:
- sterowanie odbiornikiem telewizyjnym,
- przełączanie kanałów,
- skalowanie obrazu wideo,
- dostęp do bazy danych programów wraz z ich opisem i czasem nadawania,
- dostęp do sieci internet,
- wyświetlanie na ekranie tekstu i grafiki,
- interakcje z użytkownikiem

Oparte na Javie aplikacje MHP nadawane są w postaci skompilowanego kodu.
Oprócz aplikacji DVB-J (Xletów), specyfikacja MHP definiuje również aplikacje DVB-HTML umożliwiające dostęp do takich technologii jak HTML, XHTML, CSS, DOM 2.0, ECMAScript.
MHP zostało definiowane jako norma Europejskiego Instytutu Norm Telekomunikacyjnych ETSI TS 102 812 Digital Video Broadcasting (DVB); Multimedia Home Platform (MHP) Specification 1.1.1.